# Albalat dels Sorells (kommun)
Albalat dels Sorells är en kommun i Spanien.   Den ligger i provinsen Província de València och regionen Valencia, i den östra delen av landet, 300 km öster om huvudstaden Madrid. Antalet invånare är 3 911.